# Sharivan
Uchuu Keiji Sharivan (宇宙刑事シャリバン, Uchū Keiji Shariban, traduzido como Detetive Espacial Sharivan, e lançado no Brasil sob o título de Sharivan, o Guardião do Espaço) é uma série de televisão do gênero tokusatsu da franquia Metal Hero. É a segunda série da trilogia dos Policiais do Espaço, sucedendo Gavan. Produzida pela Toei Company, a série foi exibida originalmente entre 4 de março de 1983 e 24 de fevereiro de 1984 pela TV Asahi, totalizando 51 episódios. No Brasil, foi transmitida nas tardes da Rede Bandeirantes a partir do dia 8 de outubro de 1990 a 21 de dezembro do mesmo ano, sendo parte integrante do programa TV Criança. Posteriormente foi exibida na Rede Record em 1993 (a partir de 13 de maio, pelas manhãs) e na TV Guaíba, de 13 de setembro de 1993 a 15 de janeiro de 1994, na Sessão Série, às 11h e 14h. Voltou a ser exibido em 1996 pela Rede Record no programa Tarde Criança junto com os outros heróis japoneses. Em 1998, teve uma exibição regional para o RJ durante o meio-dia, também na Rede Record.

## História
Den Iga passa a ocupar o posto de Detetive Espacial na Terra, enquanto que seu antecessor Gyaban é promovido para capitão. Desta vez a ameaça é a Sociedade Secreta Mad (Maddou no Original), liderada por Maoh Saiki (Maoh Psycho).

## Personagens
- Den Iga/Sharivan: O protagonista da série. Nativo da Ilha Iga, onde trabalhava como patrulheiro florestal. Ajudou seu antecessor (Gyaban) em sua luta contra a sociedade Makuu, onde recebeu um ferimento mortal. Então Gyaban o enviou para a Estrela Bird. Graças à ciência da Estrela Bird, Den Iga se recupera e recebe um treinamento especial, tornando assim um Detetive Espacial, sucedendo Gyaban. Na Terra passa a combater a Sociedade Secreta Mad. Transforma-se ao dizer "Brilho Vermelho" (Sekisha no original, depois pronunciado na versão dublada Youdubb), Raio Solar na dublagem brasileira, Soleil Rouge nas demais mídias. No último episódio, após destruir Mad, Den se reúne aos outros descendentes do povo de seu planeta e volta para lá, para reconstruí-lo.
- Lili: A ajudante de Sharivan. Nativa da estrela Bird. Com a derrota do império Mad, Lili volta para o planeta Bird, sendo que ela queria ir para o planeta Iga com Den.
- Capitão Gyaban: Após derrotar Makuu, é promovido ao cargo de capitão. Luta junto com Sharivan contra a organização Mad.
- Kojiro Oyama: Todo atrapalhado e azarado, é o personagem cômico da série.
- Comandante Kom - Nativo da estrela Bird, é o Comandante da União da Polícia Galática.
- Mareen: Secretária de Kom.
- Mimi (ep. 1, 47 - 51): Filha do Comandante Kom e parceira de Gyaban. No fim da série foi forçada a casar-se com o General Gailer, mas é salva por Sharivan. Sua habilidade extra-sensorial também foi importante para rastrear a base da MAD e Maoh Saiki.
- Tsukiko (ep. 15, 34): É a irmã adotiva de Gyaban. Foi feita refém de Mad em troca de sua vida a destruição do Grand Bus. Ao ser salva, ela começa a trabalhar para a Polícia Galáctica.
- Chiaki, Akira e Chie: São os filhos do presidente da Suzuki Motor Corporation. Eles aparecem frequentemente ao lado de Kojiro.

### Descendentes de Iga
- The Organizers (eps. 27 e 50): Grupo de Resistência Anti-Mad. É representado por Moore, Keith e Rita.
- Santo Protetor (eps. 34, 47 e 51): O Deus Protetor dos Igas. Para Sharivan entregou a Espada Santificada, e no episódio final da série ajudou Sharivan e Gyaban com a volta do Cristal Iga.
- Jii/Monstro Mascarado (ep. 19): O velho chefe da Ilha Iga. Teve consigo o mapa com a localização do Cristal Iga, o qual protege sob o disfarce do Monstro Mascarado.
- Mario (ep. 27): É um fugitivo da Penitenciária de Mad. Foi revelado possuir o mesmo sangue de Sharivan. Acaba sendo morto pelo monstro Uragiri Beast.
- Garotas da Ilha Iga (eps. 19, 20, 31 e 49 a 51): Colegiais que usam roupas de marinheira, são as protetoras do Cristal Iga, um sol artificial de 2000 anos de idade, oculto na Ilha Iga. Lideradas por Miyuki.
- Willy Bell (ep. 36): É o irmão mais novo de Helen Bell. Em uma viagem espacial teve seus pais assassinados por Mad. No final é morto pelo General Gailer.
- Helen Bell (eps. 36, 38, 39 e 42): Irmã mais velha de Willy Bell. Morreu vítima de um plano nefasto de Mad. Após isso Sharivan jurou vingar sua morte.
- Guerreiros de Iga(ep. 51): Os guerreiros do planeta Iga que ajudaram Sharivan e Gyaban no último episódio. Seus membros são: Jack, Fumio (Henry no original), Lumi (Maria no original) e Yoshio (Kirk no original).

### Sociedade Secreta Mad ("Mado", no original)
É uma organização de criminosos psíquicos. Sua fortaleza é o Castelo da Alucinação (幻夢城), localizado no Mundo da Alucinação. Desejam conquistar o Universo inteiro espalhando o caos através das habilidades psiônicas de seus integrantes.
- Maoh Saiki/Maoh Psycho (ep.01-51): Vilão principal da série e líder de Mad, é o Rei do Espaço. Passa todo o seriado sentado em seu trono e mesmo quando tem que lutar não se levanta dele. No penúltimo episódio é revelado que ele possui dois corpos e quando um morre o outro o ressuscita, o que o torna "imortal". Sendo que esse segundo corpo dele, Saikioh, aparece em várias episódios vigiando Sharivan. Tem a forma de um homem careca trajado de terno branco e se transforma em robô no penúltimo episódio. Mas na batalha final, Sharivan e Gyaban conseguem matá-lo, pois cada herói destrói um corpo de Maoh Saiki ao mesmo tempo.
- Doutora Porter (ep.01-51): Estrategista, é a chefe dos cientistas de Mad e sucessora de Maoh Saiki no comando da organização. É ela quem aciona a Máquina do Mundo da Alucinação, que transporta as pessoas para outra dimensão. Foi morta por Sharivan no último episódio.
- Comandante Gailer (ep.01-49): Comandante de campo de Mad. Não gosta de Porter, mas é obrigado a se submeter à autoridade dela. Tentando melhorar sua imagem com Maoh Saiki, desafia Sharivan para uma luta mano a mano. Nesse último duelo, seu rosto fica com manchas vermelhas se tornando mais poderoso, quando Maoh Saiki o manda para o mundo da alucinação. Mesmo assim, o herói lhe mata.
- Miss Akuma 1 e 2 (ep.01-51): Com pouca projeção na série, são duas guerreiras que ajudam Gailer e fazem serviços de espionagem para Porter. Akuma 1, morta por Gyaban, vestia traje preto e Akuma 2, devorada por Gamagon, vestia traje rosa.
- Leider (ep.34-50): Aparece pela primeira vez no episódio 34. É um feiticeiro de origem desconhecida. Ardiloso e estrategista, finge ajudar Mad, mas enquanto isso joga os membros da organização uns contra os outros, pretendendo se apoderar do comando do grupo quando este se encontrar em estado de caos. No penúltimo episódio, quando finalmente desafiou Maoh Saiki abertamente, este o destruiu.
- Grande Rei Gamagon (ep.31,49-50): É uma enorme cabeça de sapo. Tentou devorar Sharivan quando este acidentalmente caiu em seu planeta no episódio 31. Depois se aliou a Leider para roubar o Cristal Iga. Foi destruído por Sharivan no penúltimo episódio. Ele traz seus servos, que são soldados humanóides trajados de cor vermelha. Tem certa semelhança com o personagem Jabba the Hutt dos filmes de Star Wars.
- Brasas Benguel/Bengel Brothers (ep.11): Piratas mercenários espaciais que vieram dos confins do universo planejando tomar o controle de Mad. Após serem torturados por Maoh Saiki, são transformados em ciborgues comandados por Mad e suas informações sobre os golpes de Sharivan são utilizadas para criar o monstro maligno Shouri Beast.
- Soldados Saikier: São os soldados rasos de Mad. Possuem uma máscara metálica e traje de cor escura.
- Leisa, a Guerreira do Mundo Espiritual (ep.42): Um guerreira enviada por Leider para matar Helen Bell. Disfarçada de humana, ela engana Hellen dizendo que está muito triste sobre a perda de alguém. Mas nisso, ela mostra sua verdadeira face e duela contra Hellen. Sendo então morta pela mesma.
- Monstros Malignos (ep.01-47): São os agentes sob as ordens do General Gailer que combatem Sharivan e consequentemente são derrotados por ele.

### Outros
- Kumiko (ep. 3): Filha de um cientista escravizado por Mad para a construção de uma arma de destruição em massa. Quando Sharivan consegue salvar seu pai, é sequestrada por Mad e salva também pelo herói.
- Tsutomo (ep. 4): Garoto de raciocínio limitado que é vítima do plano MY-COM de Mad, que consistia em um sistema de estudos usando computadores capaz de tornar crianças comuns e supostos gênios ao prever o resultado dos futuros exames escolares. É salvo por Sharivan ao ser usado como chamariz para uma cilada preparada para o herói no ambiente hi-tech chamado "House".
- Tokio (ep. 5): Jovem que foi transformado em agente espião de Mad ao lado de outros jovens na mesma situação. Acaba sendo forçado a matar sua própria namorada, Yoko, e ao resistir é morto pelo monstro Sound Beast. Foi interpretado pelo ator Shouhei Kusaka, que viveu Naoto Tamura, o Jiban da série Policial de Aço Jiban em 1989.
- Satiko Osawa (ep. 7): Jovem possuída pelo monstro Double Beast e que manifesta uma dupla personalidade por sua influência. É salva por Sharivan.
- Goichi Mizoguchi (ep. 8): Garoto ecologista inconformado com a poluição do rio dos salmões. Seu sonho, assim como o de seu pai (que morrera de acidente de trânsito), era proteger o rio para que os salmões pudessem voltar a nadar livremente. Sua mãe trabalhava num supermercado.
- Professor Komura (ep. 12): Renomado astrofísico conhecido mundialmente por ter recebido um Prêmio Nobel de Física, pai de Akiko, é alvo da chamada "Operação Meu Amigo" de Mad, que falsamente difundia a amizade entre os povos das galáxias e os seres humanos.
- Arai (ep. 13) Boxeador: que perdeu sua mãe ainda pequeno e por conta disso queria construir um hospital. No entanto acaba sendo manipulado por MAD até que Sharivan o salva.
- Denichiro Iga (primeira aparição: ep. 13): Pai de Sharivan, botânico descendente do planeta Iga. Morreu quando Den Iga era criança após defender seus semelhantes do ataque de um urso com as próprias mãos.
- Senhora Gin (ep. 14): A última descendente da monarquia Demimoz, era uma velha senhora, já viúva, que vivia sozinha numa imensa mansão. Nesta mansão estava escondida um imenso tesouro que atraiu a atenção de Mad.
- Sayoko Hayashida (ep. 16): Cantora de sucesso que, antes de sua última semana de vida, perdeu sua voz por conta de uma doença e se suicidou enquanto estava na praia junto com a sua irmã Akiko. No entanto Mad a ressuscitou através de uma cirurgia e ainda fez sua voz voltar ao normal. Mad utilizou-a em um plano diabólico em que fez os jovens ficarem muito agressivos através de sua música.
- Jun Hanai (ep. 22): Tenista promissora que chegou a participar do torneio de Winbledon, manipulada pela influência maligna de Shinigami Beast. É induzida a cometer suicídio como parte de um plano de Mad para acabar com várias pessoas famosas (dentre elas a campeã de natação Yumi Yabuki e o renomado escritor Ichiro Omura), pois com isso várias pessoas seguiriam seus exemplos e também fariam o mesmo. É salva por Sharivan.
- Senhor Gohara (ep. 25): Bem-sucedido empresário vítima de um plano de Mad de extorsão por meio de dívidas contraídas com jogos. Seus filhos e mulher são sequestrados e cabe a Sharivan resgatá-los.
- Bita (ep. 29): Um ex-policial que convencido pelo monstro Heiki Beast a cair numa cilada para derrotar Sharivan. Anteriormente, ele havia sido expulso da polícia porque estava dentro de um Cassino.
- Naoko (ep. 32): Uma garota vítima de um plano da Laranja de Mad em transformar crianças em monstro.

### Personagens exclusivos do filme Next Generation Sharivan[3]
- Kai Hyuga/O Novo Sharivan: Ele foi admitido no planeta Bird como Sharivan e herdou a armadura de seu antecessor Den Iga. Ele é nativo do planeta Iga assim como Den. Ele o conhece quando estava em missão e como também viu a transformação do Sharivan anterior. Mesmo tendo se tornado Sharivan, este não foi aceito por Den por se tornar Policial do Espaço. Este só quer resolver as coisas através de cálculos. Ele deve descobrir junto de seu parceiro Seigi, Policial do Espaço Esteban quem estava infiltrado na Policia Espacial e as suspeitas param em Eileen, parceira de Seigi. Mas depois este descobre que cometeu um erro de cálculo e descobre que Guard Beast era o informante da Polícia Espacial e que sua real identidade era Gencer, namorado de Eileen e superior entre a Polícia do Espaço. Contudo, acontece uma explosão e Gencer protege Kai. Kai depois descobre que foi seu próprio parceiro que armou tudo e que já era associado da Neo Mado junto de general Gyrer. Kai consegue derrotar Gyrer e Seigi, mas Seigi toma Eileen como refém e o obriga a desfazer o Raio Solar. Kai descobre que não daria para resolver as coisas apenas por probabilidades e desfaz o Raio Solar. Depois de ser torturado por Seigi, ele se droga a si mesmo através de uma droga que neutraliza seus sentidos e consegue derrotar Seigi, mas isso seria o custo de sua vida. Ele acaba sendo salvo por Shishii, parceira de Kai. Den foi cumprimentar Kai por sua atuação e já o aceita como Policial do espaço Sharivan. Kai agora já percebeu o que realmente significava o que é ser um Policial do Espaço.
- Seigi/Policial do Espaço Esteban: Este foi colega de Kai e nativo do planeta Iga. Mas na verdade era um agente da Neo Mado, mas foi derrotado por Kai ao se drogar.
- Eileen: Ela é parceira de Seigi. As suspeitas de agente da Neo Mado para para cima dela. Seigi a alveja pensando ser uma espiã infiltrada. Kai depois descobre que ela tinha uma ligação com Guard Beast, que na verdade era Gencer que estava disfarçado. Ela depois é feita refém, mas é salva por Kai.
- Shishii: Ela é parceira de Kai Hyuga, o novo Sharivan.
- Geki Jumonji/Policial do Espaço Gaban: Readmitido por Retsu Ichijouji, o novo comandante da Polícia Galactica, e antigo policial do espaço Gyaban, ele é visto efetuando a prisão de um Beast da Neo Mado. Mas depois descobre que existe outros segredos por trás de Mado e Fuuma.
- Gencer/Guard Beast: Este estava a ser infiltrado na Neo Mado e teve seu corpo transmutado na forma de Guard Beast e namorado de Eileen. Kai depois descobre a verdade e foi procurar Gencer, mas ele morre ao tentar proteger Kai de uma explosão.
- Shu Karasuma/O Novo Shaider: Fez uma pequena aparição no filme. Ele é muito mulherengo e cheio de malandragem.
- General Gyrer: Ele comercializava drogas capaz de inibir seus sentidos, mas acaba sendo derrotado por Kai, o novo Sharivan.

## Veículos
- Grand Bus (Grand Birth no original): A nave de Sharivan. Tem dois módulos: uma nave de batalha e uma forma humanoide, da qual pode disparar o "Canhão Plasma" (Plasm Cannon no original).
Armas: Missil Grand Bus, Laser Grand Bus, Canhão Plasma e Canhão Plasma-Tipo 2 (Jato Plasma).
- Moto Sharian: A moto de Sharivan, capaz de conduzi-lo de forma segura até o Mundo da Alucinação de Mad.
Armas: Laser Sharian e Moto Foguete Sharian.
- Tanque Sharinger (Sharinger Tank no original): O tanque de Sharivan. Em seu interior fica armazenado o veículo Mogriran.
Armas: Laser Sharinger e Foguete Sharinger.
- Mogriran : Um veículo que tem uma imensa perfuratriz, armazenado dentro e à frente da cabine de controle do Tanque Sharinger.
Armas: Projétil Mogriran.

## Armas e ataques
- Chute Sharivan (Sharivan Kick no original): Chute especial utilizado por Sharivan. É tão poderoso que pode até mesmo quebrar uma enorme rocha.
- Bomba Faísca: Um soco aéreo que tem a força de quebrar um parede de concreto.
- Antena Solar: Tem o poder captar pequenos sons num raio de até 4 mil metros.
- Dimensão Trans-Silver: ou Kojigen Sonar, duas antenas aparecem em cada lado da cabeça para rastrear o inimigo, parecido com os riders em Kamen Rider Black.
- Campo de Observação: Radar que tem a capacidade de perceber, memorizar e analisar as ondas captadas como o raio infravermelho, raio ultravioleta e raio X. Os dados são expressos no visor da armadura.
- Proteção Sharivan: Uma barreira capaz de reter o fogo e até mesmo raio laser.
- Tiro Relâmpago (Crime Buster no original): A arma laser de Sharivan cujo raio laser pode se dividir em várias funções: Tiro Mortal, Tiro Dissolvente, Tiro Choque e Tiro Destruidor. Além disso, o Tiro Relâmpago pode ser usado para salvar vidas, convertendo-a numa seringa para transfusão de sangue.
- Protetor Plasma: Óculos especiais que Sharivan usou para combater as ilusões de Leider. Com o recurso do Grand Bus, Sharivan combate a Nave de Combate Caveira usando o Jato Plasma.
- Espada Laser (Laser Blade no original): A espada de Sharivan, com a qual desfere o "Choque Fatal Sharivan" (Shariban Crash no original) que derrota os monstros de Mad. A execução do golpe é acompanhada de uma cena em que exibe sua silhueta negra, em frente a uma enorme imagem dourada do sol, erguendo e desferindo um golpe luminoso, além de uma música especial (BGM) chamada Ijgen Dai-Kessen.
- "Espada Leão Iga ou Espada Santificada": Foi encontrado e tirado por Den, leva até a montanha Iga e liberta o cristal Iga. Posteriormente, utiliza a espada no episódio 47 e 51.

## Lista de episódios
| Número e título do episódio                           | Inimigo(s) do episódio                                                                                       | Protagonista(s) / Foco do episódio             |
| ----------------------------------------------------- | --- | ---------------------------------------------- |
| 01 - Alucinação                                       | Gori Beast (gorila)                                                                                          | Sharivan                                       |
| 02 - A Nova Cidade                                    | Ei Beast (arraia)                                                                                            | Sharivan                                       |
| 03 - A Promessa                                       | Kiba Beast (presa)                                                                                           | Kumiko                                         |
| 04 - O Plano My Com                                   | My Com Beast (microcomputador)                                                                               | Tsutomo                                        |
| 05 - A Melodia de Yoko                                | Sound Beast                                                                                                  | Tokio e Yoko                                   |
| 06 - A Floresta Ameaçada pela Destruição              | Yamagami Beast (deus da montanha)                                                                            | Sharivan                                       |
| 07 - Quem Sou Eu?                                     | Double Beast                                                                                                 | Satiko Osawa                                   |
| 08 - A Poluição do Rio                                | Doku Beast (veneno)                                                                                          | Sharivan                                       |
| 09 - A Casa Fantasma                                  | Cash Beast                                                                                                   |                                                |
| 10 - O Castelo da Alucinação                          | UFO Beast |                                                |
| 11 - Os Seres da Estrela do Mal                       | Shoouri Beast e Brasas Benguell                                                                              |                                                |
| 12 - Operação Meus Amigos                             | Ocarina Beast                                                                                                |                                                |
| 13 - A Verdadeira Força é o Amor                      | Boxer Beast(boxeador)                                                                                        | Arai                                           |
| 14 - Enigmática Herança                               | Killer Beast                                                                                                 | Senhora Gin                                    |
| 15 - A Ilha da Fortaleza                              | Shikake Beast                                                                                                | Gyaban e Tsukiko                               |
| 16 - A Perigosa Melodia                               | Maboroshi Beast (fantasma)                                                                                   | Sayoko Hayashida                               |
| 17 - A Estranha Viagem Pelo Túnel                     | Magma Beast                                                                                                  |                                                |
| 18 - O Ataque do Míssil Meteorito                     | Same Beast (tubarão)                                                                                         |                                                |
| 19 - A Misteriosa Ilha                                | Kataribe Beast(único monstro beast que foge neste episódio e retorna no próximo episódio)                    | Jii/Monstro Mascarado e as Garotas Okuigas     |
| 20 - A Descoberta do Cristal Iga                      | Kataribe Beast                                                                                               | Sharivan e a Estátua de Leão                   |
| 21 - O Ataque ao Grand Bus                            | Utsubo Beast                                                                                                 | Lili                                           |
| 22 - Ameaça de Morte à Tenista                        | Shinigami Beast (deus da morte)                                                                              | Jun Hanai                                      |
| 23 - A Cópia do Ser Humano                            | Nimen Beast (dupla face)                                                                                     |                                                |
| 24 - Os Insetos Nocivos                               | Virus Beast(vírus)                                                                                           |                                                |
| 25 - Na Marca dos Poderosos                           | Hard Beast                                                                                                   |                                                |
| 26 - A Volta da Paz no Parque                         | Kaiki Beast                                                                                                  |                                                |
| 27 - O Fugitivo                                       | Uragiri Beast                                                                                                | Mario                                          |
| 28 - A Violência Contra os Gênios                     | Campus Beast                                                                                                 |                                                |
| 29 - O Contrabando de Armas Secretas                  | Heiki Beast (arma)                                                                                           |                                                |
| 30 - A Transformação das Mães                         | Henshin Beast (transformação)                                                                                |                                                |
| 31 - Onde andam Miyuki e o Cristal Iga?               | Kodai Beast e Servo de Gamagon                                                                               | Sharivan                                       |
| 32 - Operação Laranja                                 | Jekyll-Hyde Beast                                                                                            | Naoko                                          |
| 33 - A Viagem Relâmpago                               | Shunkan Beast                                                                                                | Ippei e Kayo                                   |
| 34 - Convite ao Mundo Espiritual                      | Hyakume Beast(multi-olhos) e Leider                                                                          | Sharivan                                       |
| 35 - O Amor é a Luz da Vida                           | Washi Beast (águia)                                                                                          | Sharivan                                       |
| 36 - Os Dois Guerreiros Espaciais                     | Bunri Beast                                                                                                  | Helen e Willy (morre)                          |
| 37 - A Estranha Flor Venenosa                         | Kuma Beast (urso)                                                                                            | Nishida(descobriu o segredo da flor Ganymedes) |
| 38 - Traição no Castelo da Alucinação                 | Ashura Beast (demônio) e General Gailer                                                                      |                                                |
| 39 - A Boneca Amaldiçoada                             | Doll Beast (boneca)                                                                                          | Helen                                          |
| 40 - A Grande Vidência, a Explosão do Universo        | Yogen Beast (profecia)                                                                                       | Sharivan                                       |
| 41 - A Fortaleza Subterrânea                          | Anahori Beast(cérebro eletrônico) e A Nave de Combate Caveira                                                |                                                |
| 42 - A Partida da Guerreira Espacial                  | Mukuro Beast (carcaça) e Leisa(do mundo espiritual, luta contra Helen)                                       | Helen (morre)                                  |
| 43 - As Lágrimas de Amor de Mãe e Filha               | Reikai Beast                                                                                                 |                                                |
| 44 - Cinderela dos Sonhos                             | Ankou Beast (peixe luphiiforme)                                                                              |                                                |
| 45 - Convite aos Mini-Astros                          | Yuukai Beast e Doutora Porter                                                                                |                                                |
| 46 - A Promessa do Pai no Dia do Aniversário do Filho | Present Beast(presente)                                                                                      | Hisagawa                                       |
| 47 - A Espada Demoníaca                               | Kenkyaku Beast(o monstro Beast mais forte com quem Sharivan lutou)                                           | Riuchi e sua Irmã Keiko                        |
| 48 - Mimi                                             | Pirata Espacial Bemusasori                                                                                   | Mimi                                           |
| 49 - Gamagon                                          | General Gailer e Leider                                                                                      | Sharivan                                       |
| 50 - Ma Oh Psycho é imortal                           | Grande Rei Gamagon(engole Miss Akuma 2), Psycoler(corpo móvel de Ma Oh Psyc) e Leider (morto por Ma Oh Psyc) |                                                |
| 51 - Raio Solar, Super Energia                        | Doutora Porter, Miss Akuma 1, Ma Oh Psyc/Psycoler                                                            | Sharivan e Gyaban                              |

## Filmes
- Uchuu Keiji Gavan: The Movie (宇宙刑事ギャバン　THE　MOVIE, Uchū Keiji Gyaban Za Mūbī)[4]
- Kamen Rider × Super Sentai × Uchuu Keiji: Super Hero Taisen Z (仮面ライダー×スーパー戦隊×宇宙刑事 スーパーヒーロー大戦Z, Kamen Raidā × Sūpā Sentai × Uchū Keiji: Supā Hīrō Taisen Zetto)

## Elenco

### Atores japoneses
- Den Iga/Sharivan: Hiroshi Watari
- Capitão Gyaban: Kenji Ohba
- Lili: Yumiko Furaya
- Mimi: Wakiko Kano
- Miyuki: Sumiko Kakizaki
- Garotas do Planeta Iga: Mai Ooishi, Yukari Imaizumi, Kumi Shimada (19-20, 31), Nahoko Nomoto (19-20, 31), Misa Nirei (31), Mami Yoshikawa (49-51), Miho Hara (49-51), Kaori Kikuchi (49-51)
- Comandante Kom: Toshiaki Nishizawa
- Kojiro: Masayuki Suzuki
- General Gailer: Satoshi Kurihara
- Doutora Porter: Hitomi Yoshioka
- Leider: Mitsuo Andô
- Miss Akuma 1: Chieko Maruyama (1-22, 48-51) e Miyuki Nagato (23-47)
- Miss Akuma 2: Lala (1-22) e Yui Mizuki (23-50)
- Marin: Kyoko Nashiro
- Maoh Saiki (Ma Oh Psych): Shozo Izuka (voz)
- Narrador: Issei Masamune

### Participações especiais
- Tokio (5): Shouhei Kusaka (creditado como Hiroshi Tokoro)
- Boxer Beast (forma humana) (13)/Keith (27, 50): Toshimichi Takahashi
- Tsukiko Hoshino (15): Aiko Tachibana
- Hunter Killer (15) (flashback): Michiro Iida
- Voicer (15) (flashback): Sonny Chiba
- Koichi Iga (19): Yoshinori Okamoto
- Jun Hanai (22): Akiko Hayasaka
- Mário (27): Kiyohiko Ozaki
- Moore (27, 50): Isamu Shimizu
- Willy Bell (36): Ayumu Tsuchiya
- Helen Bell (36, 39, 42): Yuki Yajima
- Guerreira Do Mundo Espiritual (42): Chieko Maruyama

## Trilha sonora

### OST (Trilha sonora original)
- Uchuu Keiji Sharivan, por Akira Kushida (tema de abertura)
- Tsuyosa wa Ai da, por Akira Kushida (tema de encerramento)
- Yeh Sharivan, por Akira Kushida (tema do Tanque Sharinguer)
- Spark Sharivan, por Akira Kushida (tema do Raio Solar)
- Ultra Dimension Fighting Grand Bus, por Akira Kushida (tema do Grand Bus)
- Sharivan Victory March, por Kyohiko Ozaki & Japan Eco-Singers
- Hoshizora no Machi wo Arukou, por Kyohiko Ozaki
- Danger Melody, por Popura (tema de batalha, usado nas raras cenas de luta de Lili)

### BGM (Músicas de fundo)
- Kakero! Iga Den
- Genmujou
- Sekisha Seyo! Sharivan
- Ai no Theme
- Chousen
- Chou Kagaku no Mistery
- Hasshin
- Ijigen Dai-Kessen
- Yume Miru Mirai
- Run Sharivan
- Hoshizora no Machi wo Arukou (Egao ga Modotte)

### Músicas-tema[5]
Abertura
- "Uchuu Keiji Sharivan" (宇宙刑事シャリバン, Uchū Keiji Shariban)
- Letra: Keisuke Yamakawa
- Composição & Arranjo: Michiaki Watanabe
- Artista: Akira Kushida

Encerramento
- "Tsuyosa wa Ai da" (強さは愛だ)
- Letra: Keisuke Yamakawa
- Composição & Arranjo: Michiaki Watanabe
- Artista: Akira Kushida